# 그린 존 (영화)
《그린 존》(영어: Green Zone)은 2010년 개봉된 미국의 전쟁 영화이다. 언론인 라지브 찬드라세카란의 2006년 저서 《임페리얼 라이프 인 더 에메랄드 시티》를 원작으로 하며, 이라크 전쟁 당시 바그다드 그린 존을 주제로 하였다. 출연은 맷 데이먼, 에이미 라이언, 그레그 키니어, 브렌던 글리슨 등이다. 제작은 2008년 1월 스페인에서 시작되어 그 후 모로코에 옮겨졌다.

## 줄거리
2003년 3월 19일, 이라크 지상군 모하메드 알 라위 장군은 바그다드 폭격 속에 거주지에서 탈출한다. 그는 단지를 떠나기 전 보좌관인 세예드에게 공책을 건네주며 장교들에게 안전가옥으로 가서 자신의 신호를 기다리라고 경고하도록 지시한다.
4주 후, 미국 육군 화학군 준위 로이 밀러와 그의 소대는 이라크의 대량살상무기가 있는지 창고를 확인한다. 저격수와의 총격전 후, 밀러는 창고가 비어 있다는 것을 발견하는데, 이는 공식 임무가 막다른 골목으로 이어진 세 번째 연속적인 경우이다. 나중에 브리핑에서 밀러는 자신에게 주어진 정보의 대부분이 부정확하고 익명이라는 점을 지적한다. 고위 관계자들은 그의 우려를 즉시 일축한다. 이후, 중앙정보국 마틴 브라운 요원은 그가 수색할 다음 장소가 두 달 전 유엔 팀에 의해 조사되었으며, 그곳 또한 비어 있는 것으로 확인되었다고 말한다.
한편, 미국 국방부 관리 클라크 파운드스톤은 귀국한 이라크 망명 정치인 아흐메드 주바이디를 공항에서 맞이한다. 월스트리트 저널 기자 로리 데인는 파운드스톤에게 질문하며 "마젤란"(실존 인물인 정보원 "커브볼"을 기반으로 함)과 직접 이야기해야 한다고 말하지만, 파운드스톤은 그녀를 무시한다.
한편, 또 다른 비어 있는 장소를 확인하던 밀러에게 "프레디"라고 불리는 이라크인이 다가와 근처 집에서 바트당 VIP들이 회의하는 것을 보았다고 말한다. 그들 중에는 바그다드에 있는 알 라위와 그의 장교 및 보좌관들이 현재 상황을 논의하고 있다. 알 라위는 미국인들이 자신에게 거래를 제안하기를 기다리고, 제안하지 않으면 공격하기로 결정한다. 회의가 끝나자 밀러와 그의 부하들은 그 집을 급습한다. 알 라위는 가까스로 탈출하지만 세예드가 붙잡힌다. 밀러가 많은 정보를 얻기 전에 세예드는 미국 육군 특전부대 요원들에게 끌려가는데, 그들은 밀러의 팀과 싸움을 벌인다. 그러나 밀러는 알 라위의 공책을 보관한다.
밀러는 그린 존에 있는 브라운의 호텔로 가서 그에게 일어난 일을 말하고 공책을 건넨다. 브라운은 밀러가 세예드가 심문받고 있는 감옥에 들어갈 수 있도록 주선한다. 데인은 밀러에게 접근하여 대량살상무기에 대한 허위 보고서에 대해 질문한다. 밀러는 능청스럽게 세예드를 만나러 들어간다. 고문으로 거의 죽어가던 세예드는 밀러에게 그들이 "회의에서 당신이 요구한 모든 것을 했다"고 말한다. 밀러가 어떤 회의에 대해 말하는 것이냐고 묻자, 그는 "요르단"이라고 한마디 한다. 밀러는 데인에게 그녀가 발표한 가짜 정보에 대해 따지지만, 그녀는 자신의 정보원인 마젤란을 밝히기를 거부한다. 밀러가 알 라위가 마젤란이라고 의심한다고 말하자, 데인은 마지못해 마젤란이 2월에 요르단에서 고위 관계자를 만났다고 확인한다.
밀러는 파운드스톤의 부하들이 알 라위를 추적하고 있다는 것을 깨닫고 오직 한 가지 이유만을 생각한다: 알 라위는 이라크에 대량살상무기 프로그램이 없었다는 것을 확인해주며 이제는 큰 골칫거리이다. 파운드스톤은 알 라위의 안전가옥 위치가 적힌 브라운의 공책을 압수한다. 밀러가 알 라위와의 만남을 주선하려고 할 때, 파운드스톤이 이라크군 전체를 해산하기로 한 결정을 발표한 후 알 라위의 부하들에게 납치된다. 알 라위는 밀러에게 걸프 전쟁 이후 대량살상무기 프로그램이 해체되었다고 파운드스톤에게 알렸다고 말한다. 그러나 파운드스톤은 알 라위가 대량살상무기가 있다는 것을 확인해주었다고 보고하여 미국 정부가 침공할 구실을 만들었다. 파운드스톤의 부하들이 안전가옥을 공격하고 알 라위는 도망친다. 밀러는 납치범들에게서 탈출하여 알 라위를 뒤쫓아 마침내 그를 붙잡지만, 프레디가 갑자기 장군을 쏘며 밀러에게 "여기서 무슨 일이 일어날지 당신이 결정할 일이 아니다"라고 말한다. 파운드스톤에 대한 유일한 증인이 죽자 밀러는 프레디에게 도망치라고 말한다.
나중에 밀러는 신랄한 보고서를 작성한다. 그는 회의에서 파운드스톤에게 맞서 보고서를 건네지만, 파운드스톤은 대량살상무기는 중요하지 않다고 말하며 보고서를 일축한다. 파운드스톤은 회의로 돌아가지만, 이라크 각 파벌 지도자들이 미국이 이라크의 지도자로 선택한 주바이디를 미국의 꼭두각시라며 거부하고 뛰쳐나가는 것을 본다. 이후, 데인은 밀러의 보고서와 전 세계 주요 뉴스 기관 기자 명단을 이메일로 받는다.

## 평가
영화 평론가의 반응은 갈려 로튼토마토에서의 지지율은 53%에 그쳤다. 〈시카고 선타임스〉에서 로저 이버트는 만점이 되는 4개 별을 주었다.

## 한국어 더빙 성우진(KBS) (2014년 6월 27일)
- 강수진 - 밀러(맷 데이먼)
- 유해무 - 브라운(브렌던 글리슨)
- 장민혁 - 클라크(그레그 키니어)
- 임은정 - 로리(에이미 라이언)
- 정성훈 - 프레디(칼리드 압달라)
- 서문석 - 월킨즈(제리 다라 샐라) / 대위(알 보트)
- 이재용 - 알라위(이갈 나오어) / 대령(마이클 오닐)
- 홍진욱 - 브릭스(제이슨 아이작스) / 장군(패트릭 세인트 에스프릿) / 포츠(마이클 드와이어)
- 오인실 - 여기자(프레시타 레퍼)
- 이지환 - 대변인(브라이언 린츠)
- 조규준 - 페리(니코예 뱅스)
- 한복현 - 곤잘레스(폴 리엑호프)